# پایگاه هوایی بن گوریر
پایگاه هوایی بن گوریر (به انگلیسی: Ben Guerir Air Base) یک فرودگاه نظامی است که یک باند فرود آسفالت دارد و طول باند آن ۴۱۸۲ متر است. این فرودگاه در کشور مراکش قرار دارد و در ارتفاع ۴۳۰ متری از سطح دریا واقع شده‌است.